# Valentine (tank)
Valentine byl nejpočetnějším britským tankem v období druhé světové války.

## Vývoj

Nabíjení kanonu

Mk. III Valentine byl vyvinut na základě předchozího typu Cruiser Mk II ve výrobním závodě Vickers-Armstrong v roce 1938. Konstrukční tým se pokusil kombinovat nízkou hmotnost rychlých tanků (cruiser tank) a silnější pancéřování tanků pěchotních (infantry tank). Výsledkem bylo poměrně malé vozidlo se stísněným prostorem osádky a věží pro dva muže. Ačkoliv pancéřování bylo slabší, než u předchozího typu pěchotního tanku Matilda II a tank měl nízký výkon motoru, nový typ byl mnohem levnější a jednodušší na výrobu. Zkušební testy proběhly úspěšně v květnu 1940 a tank byl přijat do výzbroje pod označením Infantry Tank Mk. III Valentine.
Sériová výroba probíhala až do dubna 1944 a tento typ se stal nejpočetnějším britským tankem druhé světové války. Celkem bylo vyrobeno ve Velké Británii 6855 kusů a dalších 1420 kusů v Kanadě. V rámci programu „Lend lease“ bylo do Sovětského svazu exportováno 3782 těchto tanků.

## Bojové použití

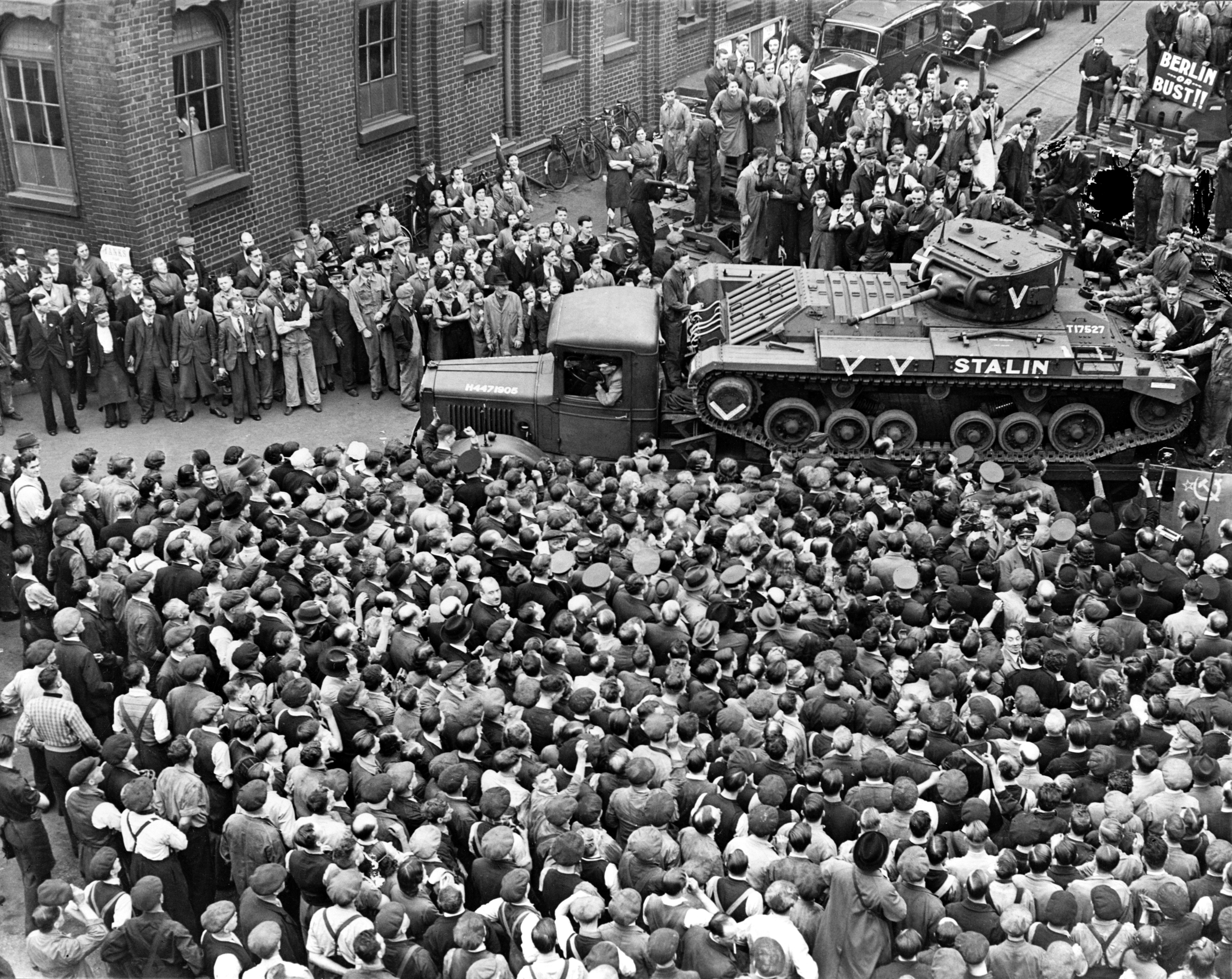
Tank Valentine „Stalin“ z dodávky pro SSSR

První bojové nasazení tohoto tanku se uskutečnilo na severoafrickém bojišti v listopadu 1941 v rámci operace Crusader. Postupně nahrazoval ve výzbroji předchozí typ pěchotního tanku Matilda II. Byl široce používán v průběhu bojů v Severní Africe, kde si získal oblíbenost pro svou spolehlivost a dobrou pancéřovou ochranu. Společným nedostatkem všech britských tanků tohoto období byl nevyhovující dvouliberní kanón (2-pdr OQF) ráže 40 mm, který neumožňoval palbu tříštivo-trhavým střelivem a postupně přestávala dostačovat i jeho průbojnost proti nepřátelským tankům. Z důvodu malých rozměrů věže byla otázka přezbrojení na výkonnější kanón poměrně těžko řešitelná. Ačkoliv byly později vyvinuty verze s kanónem ráže 57 mm (6-pdr OQF) a 75 mm (OQF 75 mm), v tom čase už byly k dispozici v dostatečných počtech dokonalejší tanky. Další nevýhodou byla pouze dvoumístná věž. Třímístná věž s místem pro nabíječe byla použita pouze u některých verzí s dvouliberním kanónem, u dalších verzí s výkonnějšími kanóny byl nabíječ opět zrušen.
Do roku 1944 byl Valentine u bojových jednotek na evropském bojišti postupně nahrazen novými typy tanků, hlavně pěchotním tankem Churchill a středním tankem M4 Sherman nebo Cromwell.
Na dálněvýchodním bojišti byl v omezeném počtu nasazen až do konce války v létě 1945.
V Sovětském svazu sloužil Valentine od bitvy o Moskvu v roce 1941 až do konce války. Byl nasazen hlavně na jižní frontě.

## Verze

### Hlavní bojové verze
- Valentine I (Infantry Tank Mk. III Valentine I)

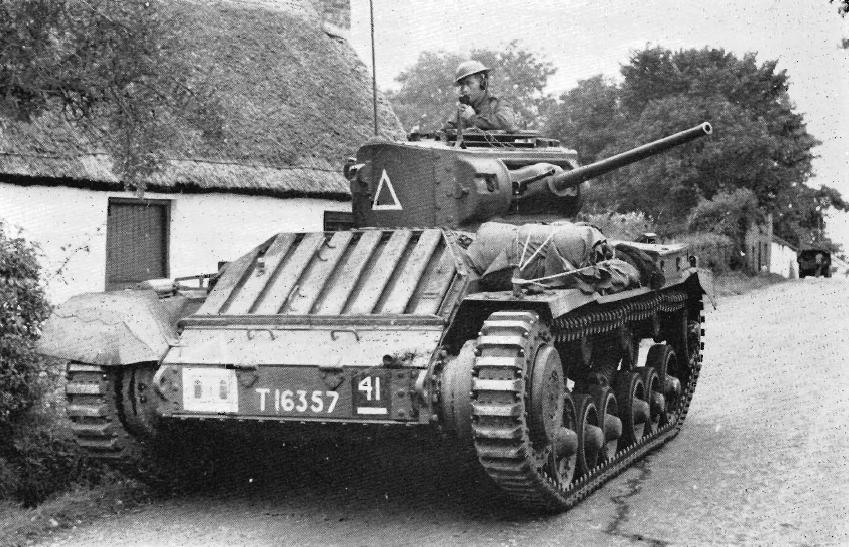
Valentine I

První sériová verze tanku s nýtovanou dvoumístnou věží. Hlavní výzbroj tvořil kanón 2-pdr OQF ráže 40 mm. Doplňková výzbroj 7,92 mm kulomet Besa spřažený s kanónem. Osádku tvořil řidič, střelec a velitel plnící rovněž úlohu nabíječe kanónu. Vyrobeno celkem 350 kusů této verze.
- Valentine II (Infantry Tank Mk. III* Valentine II)

Valentine II s přídavnou nádrží

Tato verze používala vznětový motor AEC A 190. Pro zvýšení dojezdu byla v levé části motorového prostoru instalována přídavná palivová nádrž. Vyrobeno celkem 700 kusů této verze.
- Valentine III (Infantry Tank Mk. III Valentine III)

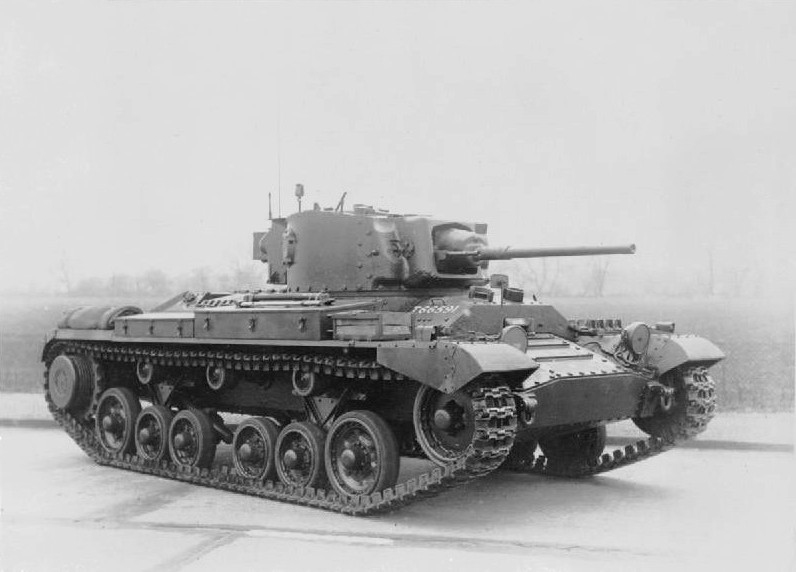
Valentine III s novou věží

Zvětšená věž a počet členů osádky zvýšen na 4 přidáním nabíječe. Síla bočního pancíře snížena z 60 na 50 mm kvůli úspoře hmotnosti.
- Valentine IV (Infantry Tank Mk. III Valentine IV)

Verze Valentine II vybavená americkým vznětovým motorem GMC 6004 a převodovkou americké výroby.
- Valentine V (Infantry Tank Mk. III Valentine V)

Verze Valentine III s americkým vznětovým motorem GMC 6004 a převodovkou americké výroby.
- Valentine VI (Infantry Tank Mk. III Valentine VI)

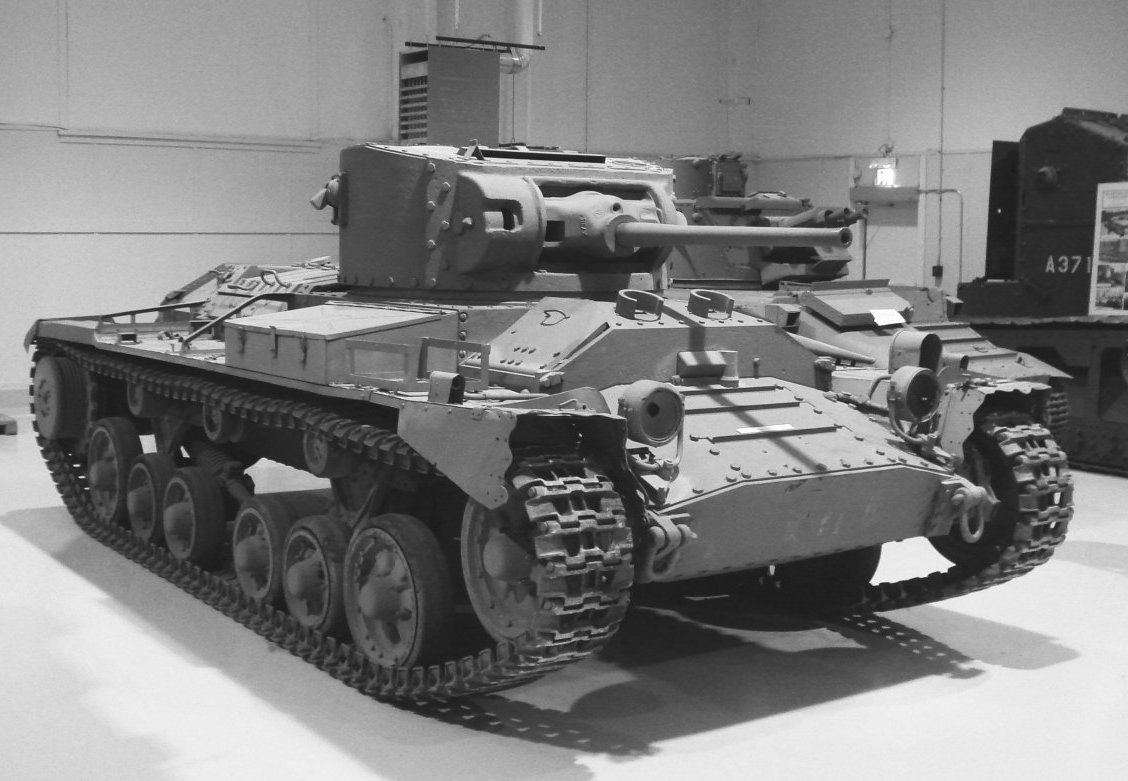
Valentine VI

Verze Valentine IV vyráběná v Kanadě, která využívala některé díly kanadského a amerického původu. Čelní pancéřové pláty odlévané namísto nýtovaných. Zpočátku použit 7,92 mm spřažený kulomet Besa, další výroba vyzbrojena kulometem Browning 0.30cal ráže 7,62 mm
- Valentine VII (Infantry Tank Mk. III Valentine VII)

Verze Valentine VI vyráběná v Kanadě. Některé drobnější změny a nová radiostanice.
- Valentine VIIA (Infantry Tank Mk. III Valentine VIIA)

Verze Valentine VII vyráběná v Kanadě. Odnímatelné přídavné nádrže, nové pásy a chrániče světlometů
- Valentine VIII (Infantry Tank Mk. III Valentine VIII)

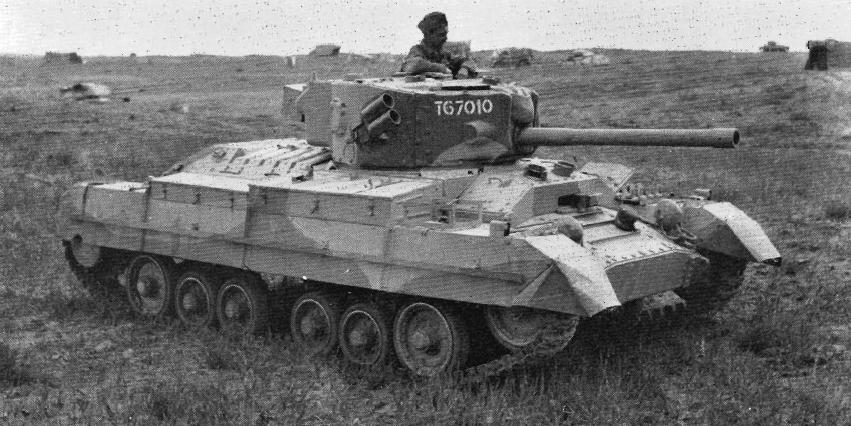
Valentine VIII

Verze Valentine III vyzbrojená výkonnějším kanónem 6-pdr OQF ráže 57 mm. Spřažený kulomet byl odstraněn a počet členů osádky snížen na 3 muže zrušením nabíječe. Síla bočního pancéřování opět zeslabena.
- Valentine IX (Infantry Tank Mk. III Valentine IX)

Valentine IX

Verze Valentine V vyzbrojená 57mm kanónem 6-pdr OQF a s podobně zeslabeným pancéřováním jako Valentine VIII. V průběhu výroby montována vylepšená verze vznětového motoru GMC 6004.
- Valentine X (Infantry Tank Mk. III Valentine X)

Nová věž a zvýšený výkon motoru. Znovu montován spřažený 7,92 mm kulomet Besa. Svařovaná konstrukce.
- Valentine XI (Infantry Tank Mk. III Valentine XI)

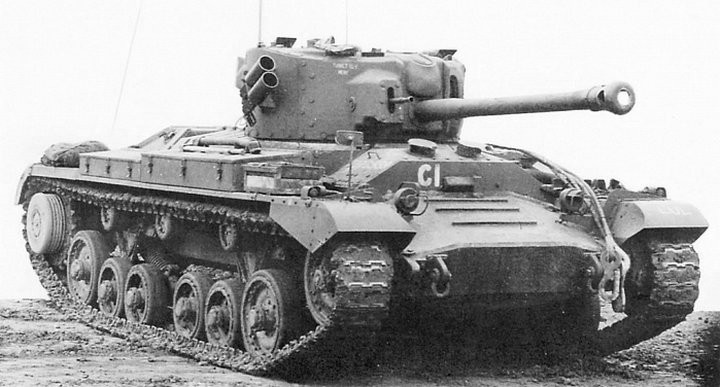
Valentine XI

Verze Valentine X s novým kanónem OQF 75 mm a zvýšeným výkonem motoru. Sloužil jako velitelský tank.

### Ostatní verze
- Valentine DD

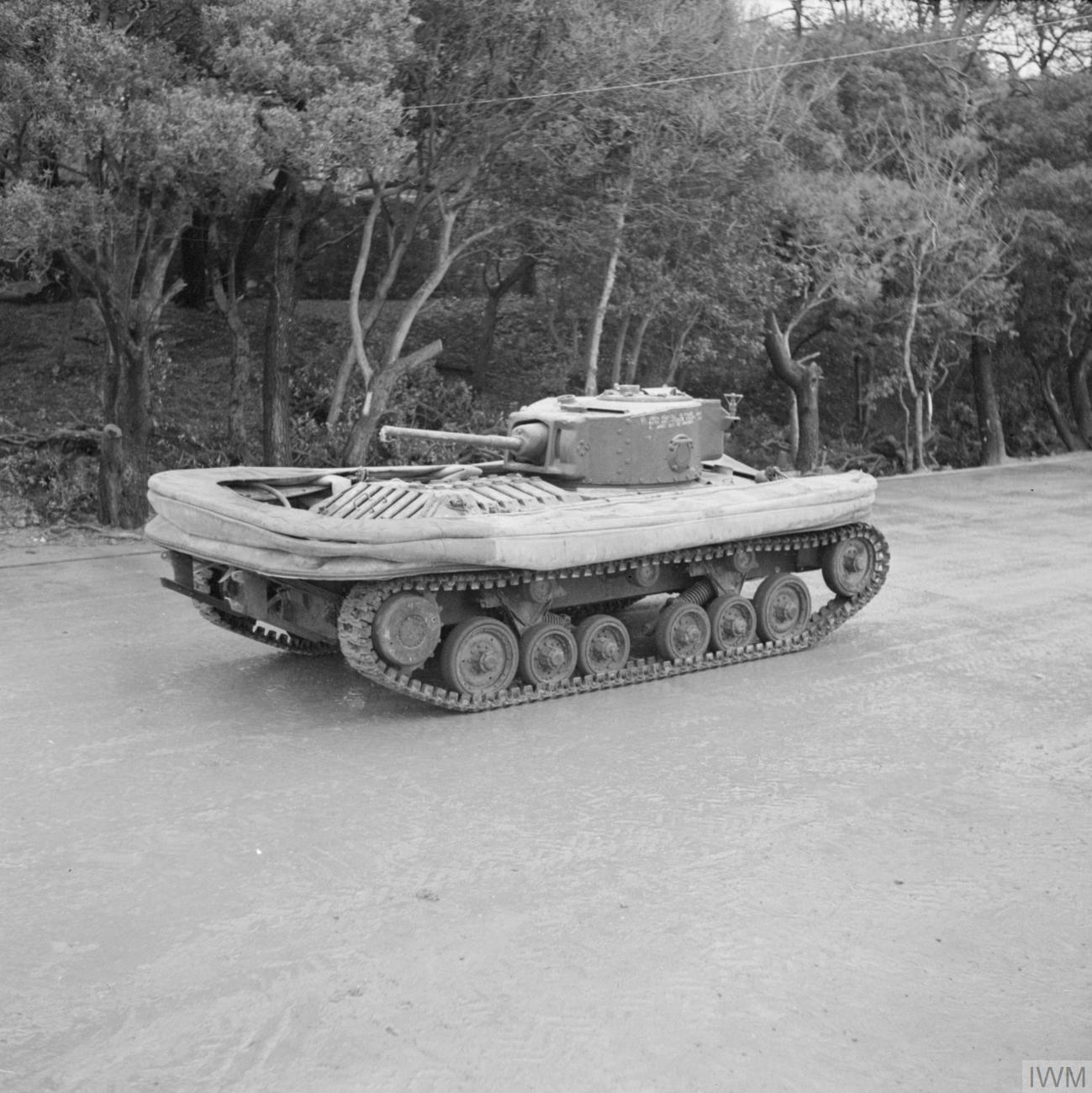
Valentine DD

Valentine V, IX a XI uzpůsobené k plavání jako obojživelný tank a použity k výcviku osádek před vyloděním v Normandii.
- Valentine OP/Command

Mobilní dělostřelecká pozorovatelna nebo velitelský tank s atrapou kanónu a výkonnější radiostanicí.
- Valentine CDL (Canal Defence Light)

Věž nahrazena světlometem
- Valentine Scorpion II

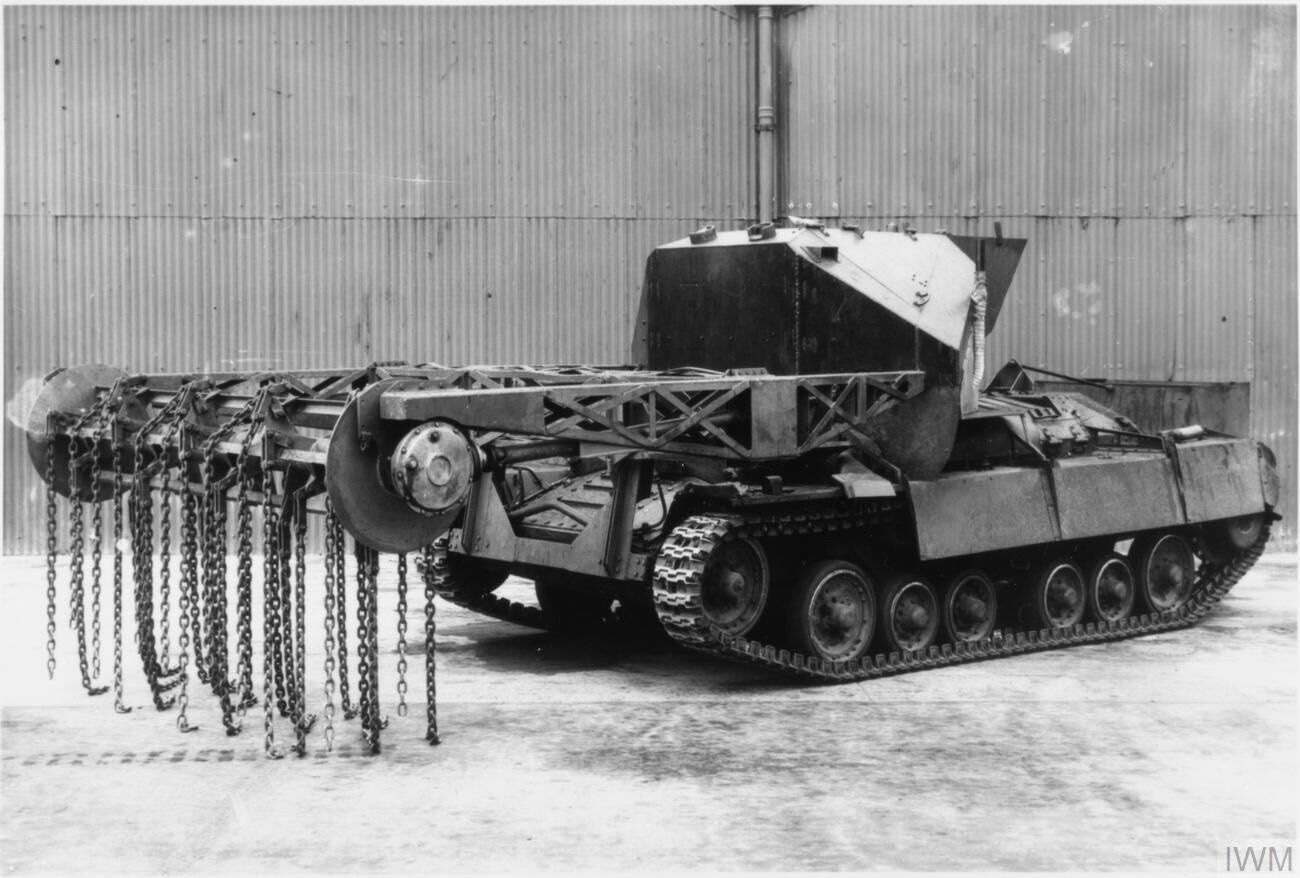
Valentine Scorpion

Bezvěžová modifikace s výbušným odminovačem (řetězy). Použita pouze k výcviku.
- Valentine AMRA Mk. Ib

Valentine AMRA

Modifikace s odminovačem. Nebyla bojově použita.
- Valentine Snake

Modifikace s odminovačem. Několik kusů bojově použito.
- Valentine Bridgelayer

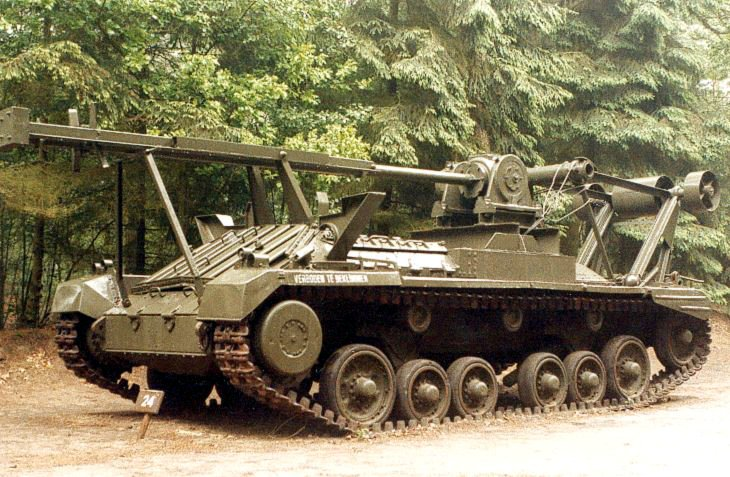
Valentine Bridgelayer

Bezvěžový mostní tank. Vyrobeno několik desítek kusů, z nichž některé byly dodány do SSSR.
- Plamenometný Valentine

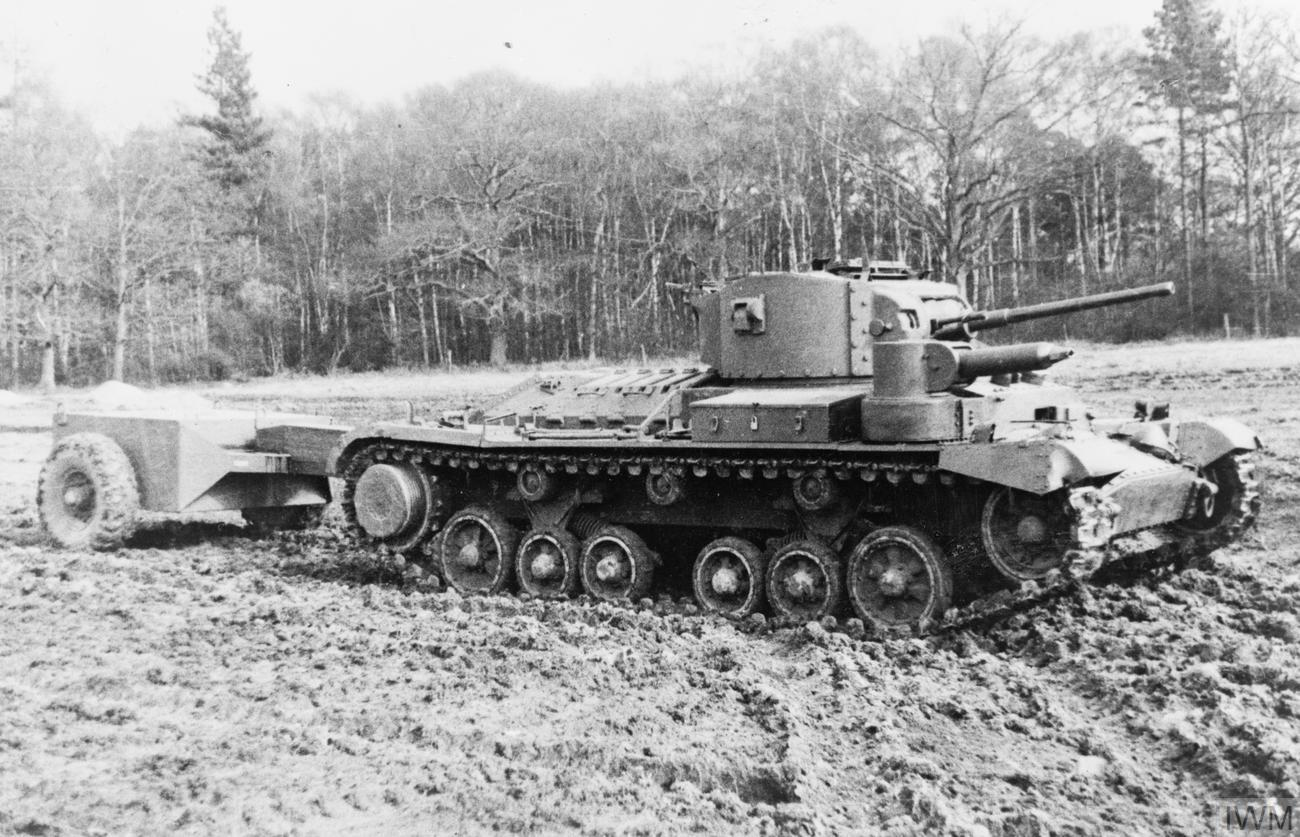
Valentine s plamenometem

Pouze 2 zkušební prototypy s různou výzbrojí zkoušeny v roce 1942.

### Vozidla na stejném podvozku
- Archer

Stíhač tanků s výzbrojí 76,2 mm kanónu OQF 17-pdr
- Bishop

Samohybná kanónová houfnice OQF 25-pdr ráže 87,6 mm